# Yoko Sugiura
Yōko Sugiura Yamamoto es una arqueóloga y antropóloga mexicana de origen japonés. Sus líneas de investigación se centran en la etnoarqueología y las civilizaciones mesoamericanas del actual Valle de Toluca.
El Museo de las Culturas Lacustres del Valle de Toluca, ubicado en San Mateo Atenco, lleva su nombre.
Estuvo casada con el compositor estadounidense Conlon Nancarrow, desde 1971 hasta la muerte de éste, en 1997.

## Trayectoria académica
Sugiura es doctora en antropología. En 1977 inició el Proyecto Arqueológico Valle de Toluca. Fue investigadora de 1978 a 2017 en el Instituto de Investigaciones Antropológicas de la Universidad Nacional Autónoma de México, Desde 2017 es investigadora en El Colegio Mexiquense. Sus publicaciones académicas suman más de una centena entre obra propia y compendiada en distintas antologías.
Durante su labor docente ha sido asesora en más de sesenta tesis.

## Publicaciones
Algunas de ellas son:
- La gente de la ciénega en tiempos antiguos: la historia de Santa Cruz Atizapán (El Colegio Mexiquense, 2009).[1]
- Caminando el valle de Toluca: arqueología regional, el legado de William T. Sanders (Cuicuilco, Revista de la Escuela Nacional de Antropología e Historia. Ciudad de México, México, 2009).[7]
- La Cuenca del Alto Lerma: Ayer y hoy. Su historia y su etnografía (El Colegio Mexiquense, A.C., 2016).[1]

## Premios y reconocimientos
- Premio Estatal de Ciencia y Tecnología 2020 del Consejo Mexiquense de Ciencia y Tecnología, en la categoría Ciencias Sociales y Humanidades, otorgado en 2021 por el gobernador Alfredo Del Mazo Maza.[8][9]
- Parte del Sistema Nacional de Investigadores, Nivel III.
- Reconocimiento Sor Juana Inés de la Cruz, 2009, Universidad Nacional Autónoma de México.